# Dálnice A7 (Itálie)
A7 (italsky Autostrada A7) je jednou z dálnic v Itálii.
Dálnice A7 se nachází na severu země, spojuje Janov a Milán. Její délka činí 134 km; dálnice prochází Ligurií, Piemontem a Lombardií. Její první úsek vedoucí z Janova byl zprovozněn již 29. října 1935. Dálnice prochází krátkým pásem hor, a poté vede Pádskou nížinou; Apeniny překonává v průsmyku Passo dei Giovi.
V jižní části vedoucí horami je množství tunelů a mostů. Nejdelší tunely jsou Svincolo Bolzaneto v Janově, Giovi, který vede nad starým železničním tunelem, a jednopruhové Boccardo, Monreale, Prodonno a Gabbia (všechny pro směr Milano). V některých místech je jeden směr v jiné výšce než druhý, což je na itelských dálnicích poměrně častý jev.